# Sandrine Vaucher
Sandrine Vaucher (* 20. August 1971) ist eine ehemalige Schweizer Freestyle-Skierin. Sie startete in den Buckelpisten-Disziplinen Moguls und Dual Moguls.

## Werdegang
Vaucher, die für den Skiclub Genève startete, trat international erstmals bei den Internationalen Jugendmeisterschaften 1990 am Pyhätunturi in Erscheinung. Dort errang sie den 11. Platz im Moguls. Zu Beginn der Saison 1992/93 nahm sie in Tignes erstmals am Weltcup und erreichte mit dem zweiten Platz auf der Buckelpiste ihre einzige Podestplatzierung in dieser Wettbewerbsserie. Im weiteren Saisonverlauf kam sie siebenmal unter die ersten Zehn und errang mit dem 31. Platz im Gesamtweltcup sowie mit dem achten Platz im Moguls-Weltcup ihre besten Gesamtergebnisse. Beim Saisonhöhepunkt, den Weltmeisterschaften 1993 in Altenmarkt-Zauchensee, wurde sie Zehnte. In den folgenden Jahren belegte sie bei den Olympischen Winterspielen 1994 in Lillehammer den 18. Platz und bei den Weltmeisterschaften 1995 in La Clusaz den 13. Rang auf der Buckelpiste. Zudem sprang sie in der Saison 1993/94 auf den 14. Platz im Moguls-Weltcup und in der Saison 1994/95 mit fünf Top-Zehn-Platzierungen auf den 32. Platz im Gesamtweltcup sowie auf den neunten Rang im Moguls-Weltcup. Nach zwei zweiten Plätzen beim Europacup in Sölden zu Beginn der Saison 1995/96 holte sie am Tamaro zwei Siege im Europacup. Ausserdem kam sie im Weltcup sechsmal unter den ersten Zehn und erreichte damit den 34. Platz im Gesamtweltcup, den zehnten Rang im Moguls-Weltcup sowie den siebten Platz im Dual-Moguls-Weltcup. In der Saison 1996/97 wurde sie bei den Weltmeisterschaften 1997 im Iizuna Kōgen Sukī-jō Elfte im Moguls-Wettbewerb und errang mit dem neunten Platz im Dual Moguls im Hundfjället ihre letzte Top-Zehn-Platzierung im Weltcup. In ihrer letzten Saison als aktive Sportlerin 1997/98 siegte sie im Dual Moguls beim Europacup in Zermatt und nahm an drei Weltcups teil, wobei sie die Plätze 18, 25 und 16 errang.

## Teilnahmen an Weltmeisterschaften und Olympischen Winterspielen

### Olympische Spiele
- 1994 Lillehammer: 18. Platz Moguls

### Weltmeisterschaften
- 1993 Altenmarkt: 10. Platz Moguls
- 1995 La Clusaz: 13. Platz Moguls
- 1997 Iizuna Kōgen: 11. Platz Moguls

## Weltcup-Gesamtplatzierungen
Vaucher nahm an 60 Weltcups teil und erreichte eine Podestplatzierung.
| Saison  | Gesamt | Gesamt | Moguls | Moguls | Dual Moguls | Dual Moguls |
| Saison  | Punkte | Platz  | Punkte | Platz  | Punkte      | Platz       |
| ------- | ------ | ------ | ------ | ------ | ----------- | ----------- |
| 1992/93 | 71     | 31.    | 640    | 8.     | –           | –           |
| 1993/94 | 44     | 48.    | 356    | 14.    | –           | –           |
| 1994/95 | 65     | 32.    | 452    | 9.     | –           | –           |
| 1995/96 | 64     | 34.    | 508    | 10.    | 148         | 7.          |
| 1996/97 | 52     | 46.    | 260    | 15.    | 196         | 13.         |